# 上海工芸美術博物館

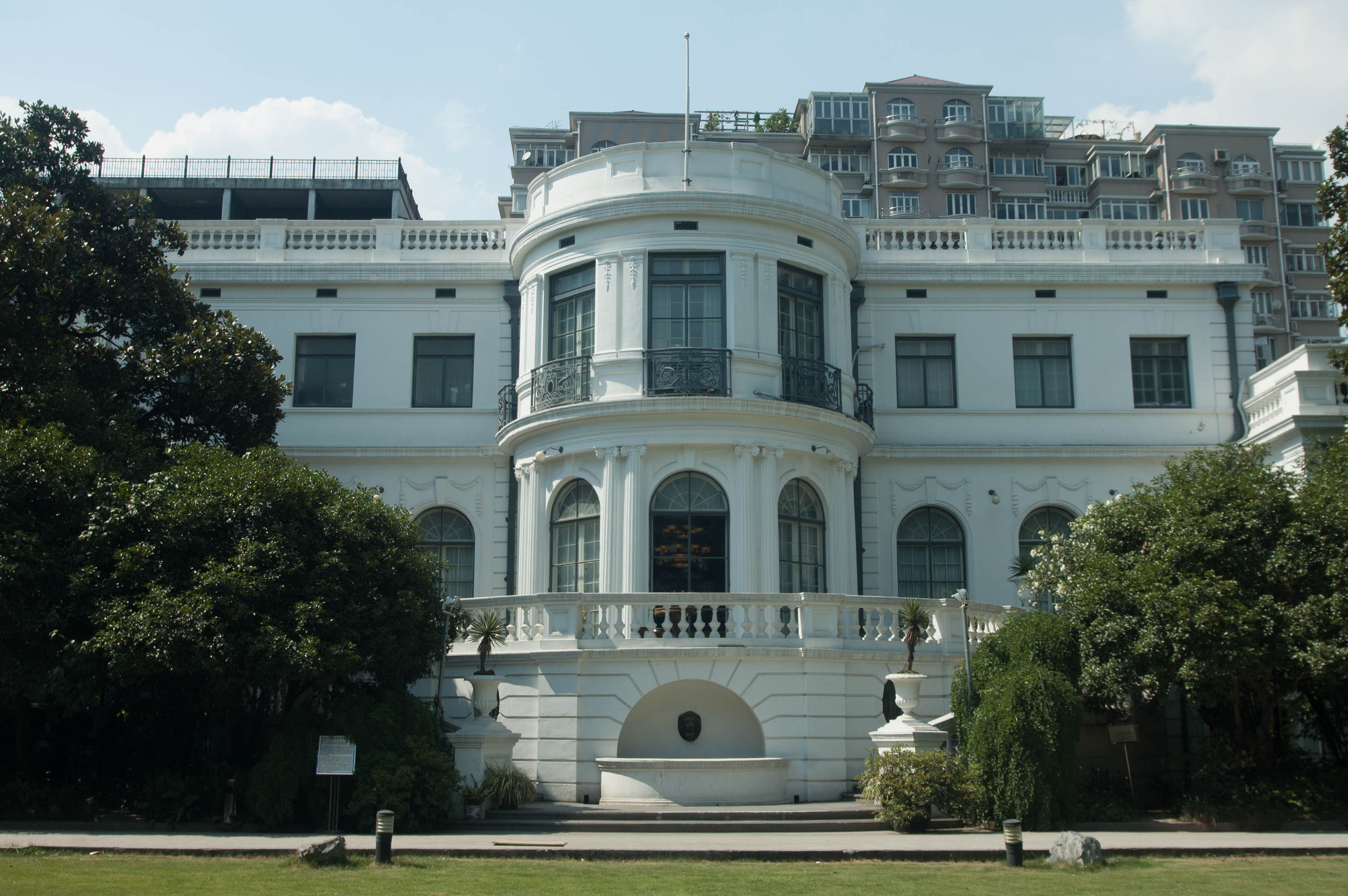
上海工芸美術博物館

上海工芸美術博物館（シャンハイこうげいびじゅつはくぶつかん）は上海市徐匯区にある博物館であり、2002年10月に設立した。博物館が入居した建物は上海フランス租界の公董局総董府邸であろ。建設時期について、1905年説と1921年説二説が存在する。博物館の建築は上海市文物保護単位と上海市優秀歴史建築である。